# دوره نهم مجلس شورای اسلامی

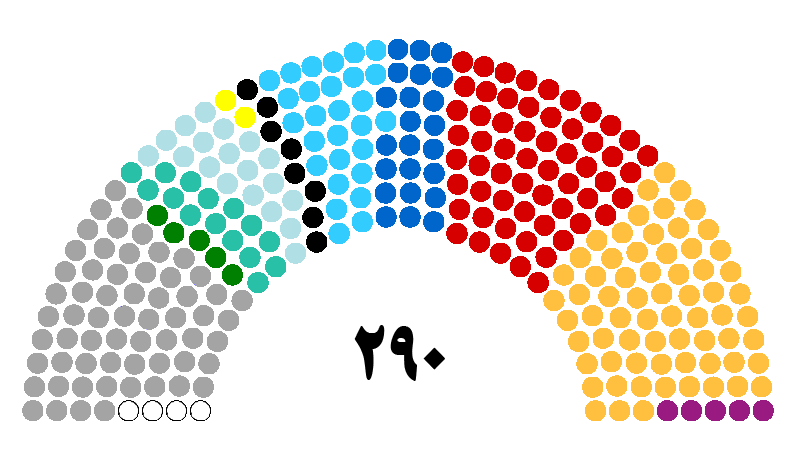

دوره نهم مجلس شورای اسلامی از ۷ خرداد ۱۳۹۱ رسماً آغاز به کار کرد.
انتخابات نهمین دوره مجلس شورای اسلامی در آدینه ۱۲ اسفند ۱۳۹۰ برگزار شد. در این دوره رقابت بر سر ۲۹۰ کرسی بود. در دور نخست انتخابات ۲۲۳ نامزد به مجلس راه یافتند و رقابت ۱۳۵ نفر برسر ۶۵ کرسی به دور دوم کشید که در نیمهٔ اردیبهشت ۱۳۹۱ برگزار شد. در کل با ابطال بعضی حوزه‌ها از مجموع ۲۹۰ کرسی مجلس تکلیف ۲۸۶ کرسی مشخص شد و ۴ کرسی در انتخابات میان‌دوره‌ای برگزار شد.
۵٬۲۸۳ نفر در این انتخابات نام‌نویسی کردند. و ۳۲۶۹ تأیید شدند و بدون انصراف شرکت کردند. در نهایت تا روز پیش از انتخابات نیز حدود ۱۰ نفر باز تأیید شدند.
در این انتخابات هر نماینده‌ای که بتواند چهاریک رای‌های حوزه‌اش را بیاورد، برگزیده می‌شود، وگرنه انتخابات در دور دوم برگزار می‌گردد. در دور دوم دو برابر نیاز کرسی‌ها رقابت می‌کنند.
نکتهٔ مهم این بود که مجلس نهم پوست‌اندازی‌ای اساسی کرد و ۱۶۹ نمایندهٔ مجلس هشتم از این مجلس جا ماندند؛ یعنی در برابر ۲۸۶ نمایندهٔ برگزیده، نزدیک به دوسوم مجلس تغییر کرد. در میان چهره‌هایی که از مجلس جا ماندند، افرادی شاخص به چشم می‌خورند که دسته‌ای در پی رد صلاحیت ولی بیشترشان برای رای نیاوردن ماندند. بیشتر این چهره‌ها از جمله مصطفی کواکبیان رهبر حزب مردم‌سالاری، از اصلاح‌طلبان اند.
وزارت کشور مشارکت مردمی را ۳۰٬۹۰۵٬۶۰۵ نفر و به میزان حدود ۶۴٫۲ درصد واجدان شرایط اعلام کرد. میزان مشارکت در پایتخت نیز، که به ادعای وزارت کشور ۴۸ درصد بوده، به‌طور ویژه مورد توجه ناظران سیاسی کشور قرار گرفت.

## گروه‌های سیاسی
اصول‌گرایان در انتخابات نهمین دوره مجلس شورای اسلامی، با جبههٔ متحد اصول‌گرایان، جبههٔ پایداری و حامیان گفتمان انقلاب اسلامی (حامیان دولت نهم و دهم) در درجه اول تأثیرگذاری بودند. جبهه صدای ملت («منتقدین دولت نهم و دهم» به رهبری علی مطهری) در این انتخابات در درجه دوم تأثیرگذاری بودند.
با شروع به کار مجلس نهم، اختلافات داخلی اصول‌گرایان نمایان‌تر شد. به صورتی که یک طیف به حمایت از غلامعلی حداد عادل برای ریاست مجلس اصرار داشت و طیف دیگر به ریاست علی لاریجانی فکر می‌کرد. به این ترتیب اصول‌گرایان مجلس برخلاف رویه گذشته، نتوانستند یک فراکسیون واحد تشکیل دهند و به این ترتیب فراکسیون رهروان ولایت اعلام موجودیت کرد؛ فراکسیونی که اکثریت نمایندگان مجلس در آن حضور داشتند. علی لاریجانی نامزد مورد حمایت این فراکسیون رئیس مجلس شد و کاظم جلالی به ریاست فراکسیون رهروان ولایت منصوب شد.
از نتیجه آرای هیئت رئیسه مجلس نهم می‌توان این‌گونه تفسیر کرد که حامیان علی لاریجانی در مجلس که البته فقط شامل اصول‌گرایان نمی‌شدند تعدادشان به ۱۷۳ رسید و حامیان حدادعادل که متشکل از رهپویان و جمعیت ایثارگران و پایداری‌ها است قریب ۱۰۰ نماینده مجلس هستند.
از آنجا که انتخابات مجلس نهم در اسفندماه ۱۳۹۰ اولین انتخابات بعد از وقایع تلخ انتخابات ریاست جمهوری سال ۱۳۸۸ بود گروه بزرگی از اصلاح‌طلبان در اعتراض به حاکمیت رسماً اعلام کردند که در انتخابات مجلس نهم شرکت نمی‌کنند و همچنین در این انتخابات «از هیچ‌کس حمایت نمی‌کنند.» اما شرکت معنادار سید محمد خاتمی از بزرگان جریان اصلاحات در انتخابات مجلس نهم ولو از حوزه دماوند تعجب بسیاری را در آن موقع برانگیخت.
از سویی علیرضا محجوب (دبیرکل حزب خانه کارگر که به مجلس نیز راه یافت)، الهه راستگو، جلودارزاده و پزشکیان از جبهه اصلاحات فعال بودند.
جبهه مردم‌سالاری به رهبری مصطفی کواکبیان، جبههٔ مردمی اصلاحات و اصلاح‌طلبان معتدل نسبتاً از احزاب اصلاح‌طلب فعال در انتخابات بودند؛ که با ۱۹ نماینده ۶٫۵ درصد کرسی‌ها از آن خود کردند.
نمایندگان مستقل و سایر نزدیک به ۲۱٫۵ درصد کرسی‌ها می‌باشند.